# Equitazione ai Giochi della XXIX Olimpiade - Dressage a squadre
Il concorso di Dressage a squadre ha utilizzato i punteggi del primo e secondo turno del concorso individuale: per calcolare il punteggio della squadra è stata fatta la somma tra i 3 migliori punteggi per nazione per ogni turno. Hanno partecipato un totale di 11 squadre, formate da 3 cavallerizzi ognuna.

## Risultati
| Posiz | Nazione     | Atleta (Cavallo)                                | Punti  | Totale |
| ----- | ----------- | ----------------------------------------------- | ------ | ------ |
|       | Germania    |                                                 |        | 72.917 |
|       |             | Isabell Werth (Satchmo)                         | 76.417 |        |
|       |             | Heike Kemmer (Bonaparte)                        | 72.250 |        |
|       |             | Nadine Capellmann (Elvis Va)                    | 70.083 |        |
|       | Paesi Bassi |                                                 |        | 71.750 |
|       |             | Anky van Grunsven (Salinero)                    | 74.750 |        |
|       |             | Hans Peter Minderhoud (Nadine)                  | 69.625 |        |
|       |             | Imke Schellekens-Bartels (Sunrise)              | 70.875 |        |
|       | Danimarca   |                                                 |        | 68.875 |
|       |             | Nathalie di Sayn-Wittgenstein-Berleburg (Digby) | 70.417 |        |
|       |             | Andreas Helgstrand (Don Schufro)                | 68.833 |        |
|       |             | Anne van Olst (Clearwater)                      | 67.375 |        |
| 4     | Stati Uniti |                                                 |        | 67.819 |
|       |             | Courtney King (Mythilus)                        | 70.458 |        |
|       |             | Steffen Peters (Ravel)                          | 70.000 |        |
|       |             | Debbie McDonald (Brentina)                      | 63.000 |        |
| 5     | Svezia      |                                                 |        | 67.347 |
|       |             | Jan Brink (Briar)                               | 68.875 |        |
|       |             | Patrik Kittel (Floresco)                        | 67.125 |        |
|       |             | Tinne Silfven (Solos Carex)                     | 66.042 |        |
| 6     | Regno Unito |                                                 |        | 66.806 |
|       |             | Emma Hindle (Lancet)                            | 71.125 |        |
|       |             | Laura Bechtolsheimer (Mistral Hojris)           | 65.917 |        |
|       |             | Jane Gregory (Lucky Star)                       | 63.375 |        |
| 7     | Francia     |                                                 |        | 65.403 |
|       |             | Hubert Perring (Diabolo St Maurice)             | 66.833 |        |
|       |             | Marc Boblet (Whitini Star)                      | 66.125 |        |
|       |             | Julia Chevanne (Calimucho)                      | 63.250 |        |
| 8     | Australia   |                                                 |        | 64.625 |
|       |             | Kristy Oatley (Quando Quando)                   | 65.750 |        |
|       |             | Hayley Beresford (Relampago)                    | 65.583 |        |
|       |             | Ryan Heath (Greenoaks Dundee)                   | 62.542 |        |
| 9     | Canada      |                                                 |        | 63.514 |
|       |             | Ashley Holzer (Pop art)                         | 67.042 |        |
|       |             | Jacqueline Brooks (Gran Gesto)                  | 63.750 |        |
|       |             | Leslie Reid (Orion)                             | 59.750 |        |
| 10    | Giappone    |                                                 |        | 60.653 |
|       |             | Hiroshi Hoketsu (Whisper)                       | 62.542 |        |
|       |             | Mieko Yagi (Dow Jones)                          | 60.167 |        |
|       |             | Yuko Kitai (Rambo)                              | 59.250 |        |
| -     | Portogallo  |                                                 |        | EL     |
|       |             | Daniel Pinto (Galopin de la Font)               | 63.083 |        |
|       |             | Carlos Pinto (Notavel)                          | 61.708 |        |
|       |             | Miguel Ralão Duarte (Oxalis)                    | RIT    |        |